# Agárdy Ilona
Agárdy Ilona (Budapest, 1940. október 4. – Budapest, 2001. július 30.) Aase-díjas magyar színésznő.

## Életpályája
1963-ban végzett a Színház- és Filmművészeti Főiskola színész szakán. 1963–1964 között a Győri Nemzeti Színház tagja volt. 1964–1965 között a kecskeméti Katona József Színház színművésze volt. 1965–1967 között a Veszprémi Petőfi Színházban játszott. 1967–1971 között a Mikroszkóp Színpad színésze lett. 1970–1971 között, valamint 1973–1975 között a Békés Megyei Jókai Színházban volt látható. 1971–1973 között a szolnoki Szigligeti Színházban dolgozott. 1975–1987 között a debreceni Csokonai Színház tagja volt. 1987-től haláláig az egri Gárdonyi Géza Színházban szerepelt.

### Munkássága
Első jelentős színpadi sikerét még növendék korában a Nemzeti Színház akkori pesterzsébeti Vasas Művelődési Házban Szabó Magda Leleplezés (1962) című színdarabjában érte el. Ugyancsak ezen a színpadon Lope de Vega: A furfangos menyasszony (1963) című komédiájának címszerepében vígjátéki képességeivel aratott sikert. A Pesti háztetők (1961) rokonszenves, de íróilag meglehetősen vérszegény figurája után Rényi Tamás munkásfilmjében, a Mindennap élünkben (1963) már sokkal érdekesebb nőalakot kelthetett életre.

## Magánélete
Szülei: Agárdy Gábor és Tóth Ila színművészek. 1963–1999 között Pethes György (1934–1999) rendező volt a férje.

## Színházi szerepei

### Agárdi-ként
- Szakonyi Károly: Életem, Zsóka...!... Éva
- Arthur Miller: A salemi boszorkányok... Mary Warren
- William Shakespeare: Lear király... Cordelia[4]
- Halasi Mária: Az utolsó padban... Kovács Viola
- Bertolt Brecht: A kaukázusi krétakör... Kormányzóné
- Görgey Gábor: Lilla és a kísértetek... .Lilla
- Anton Csehov: Három nővér... Natalja
- Móricz Zsigmond: Légy jó mindhalálig... Ilonka
- Sarkadi Imre: Oszlopos Simeon, avagy: lássuk, uramisten, mire megyünk ketten... Vinczéné

### Agárdy-ként
- Miller: A salemi boszorkányok... Parris Betty; Abigail Williams; Rebecca Nurse
- García Lorca: Marianita... Amparo
- Gorkij: Kispolgárok... Polja; Jelena Nyikolajevna Krivceva
- Szabó Magda: Leleplezés... Juli
- García Lorca: Don Cristobal meg Rosita kisasszony tragikomédiája... Rosita
- Lope de Vega: A furfangos menyasszony... Fenisa[5]
- Shaw: Blanco Posnet elárultatása... Bobsy
- Schnitzler: A zöld kakadu... Georgette
- Schubert-Berté: Három a kislány... Brametzbergerné
- Móricz Zsigmond: Nem élhetek muzsikaszó nélkül... Pólika
- Király Dezső: Az igazi... Cica
- William Shakespeare: Romeo és Júlia... Júlia
- Pogogyin: Kék rapszódia... Tilda
- Sarkadi Imre: Elveszett paradicsom... Mira
- Tímár Máté: Élet a küszöb felett... Sárika
- Deval: A potyautas... Barbara
- William Shakespeare: A makrancos hölgy... Bianca
- Tolsztoj: Feltámadás... Katyerina Maszlova
- Swinarski: Szűzek lázadása... Béta
- Madách Imre: Mózes... Amra
- Tabi-Szigligeti: Párizsi vendég... Erzsi
- Gyárfás Miklós: Kényszerleszállás... Az Angyal
- Darvas József: Szakadék... Klári
- Szigligeti Ede: A trónkereső... Judit
- Victor Eftimiu: A csavargó... Alice
- Lope de Vega: Dacból terem a szerelem... Juana de Nevada
- Gyárfás Miklós: Dinasztia... Éva
- Wilde: Hazudj igazat!... Fairfax Gwendolen
- Csurka István: Szájhős... Tilda
- Görgey-Lengyel: Sancho Pansa királysága... Donna Rosita
- Németh László: Villámfénynél... Sata
- Shaw: Caesar és Cleopatra... Cleopatra
- Wilder: A mi kis városunk... Emily
- Illés-Vas: Trisztán... Brangwain
- Tamási Áron: Énekes madár... Gondos Regina
- Kertész Ákos: Névnap... Juli
- Szép Ernő: Lila ákác... Bizonyosné nagyságos asszony
- Páskándi Géza: A diákbolondító, vagy sok lúd disznót győz, avagyfinomabban Bábuk közt egy ember... Iromba Rézi
- Rózewicz: Kartoték... Nő a paplan alatt; Pincérnő; Titkárnő
- Barta Lajos: A sötét ház... Bora
- Szabó Magda: Régimódi történet... Klári
- Ghelderode: Barabbás... Jokhábet
- Sztratiev: Autóbusz... A nő
- Karinthy Ferenc: Ősbemutató... Lantos Andrea
- Remenyik Zsigmond: 'Vén Európa' Hotel... Helén
- Örkény István: Pisti a vérzivatarban... Rizi
- Kesselring: Arzén és levendula... Martha
- Háy Gyula: Tiszazug... Képesné
- Miller: Az ügynök halála... Linda
- Ahlfors: Színházkomédia... Matilda
- Vörösmarty Mihály: Csongor és Tünde... Mirigy
- Arden: Gyöngyélet... Kárász Mama
- Miller: Két hétfő emléke... Ágnes
- Shaw: Pygmalion... Pearce-né
- Osztrovszkij: Tehetségek és tisztelők... Domna Pantyelevna
- Zahora Mária: A fekete esernyő... Baumann néni
- Arisztophanész: A nők ünnepe... Hatodik nő; Papné
- Erdman: A mandátum... Nagyezsda Petrovna
- Csiky Gergely: Ingyenélők... Szederváry Kamilla
- Csokonai Vitéz Mihály: Az özvegy Karnyóné s két szeleburdiak... Karnyóné
- Scarnicci-Tarabusi: Kaviár és lencse... Matilde
- Giraudoux: Trójában nem lesz háború... Hekuba
- Szomory Dezső: Hagyd a nagypapát!... Berta
- Örkény István: Macskajáték... .Orbánné
- Szigligeti Ede: Liliomfi... Camilla
- William Shakespeare: III. Richárd... Margit királyné

## Filmjei
- Pesti háztetők (1961)
- Nem ér a nevem (1961)
- Urak és emberek (1962)
- Mindennap élünk (1963)
- Az én kortársaim II. (1964)
- Matematika (1965)
- Szentjános fejevétele (1966)
- Nyaralók (1967)
- Mi és ők (1968)
- Őrjárat az égen I.-IV. (1969-1970)
- Házasodj, Ausztria! (1970)
- A fekete esernyő (1990)

## Díjai, elismerései
- Aase-díj (1990)
- Déryné-díj (1993)